# Fronde (histoire)
Pour les articles homonymes, voir Fronde.
« La Fronde » redirige ici. Pour le journal, voir La Fronde (journal).

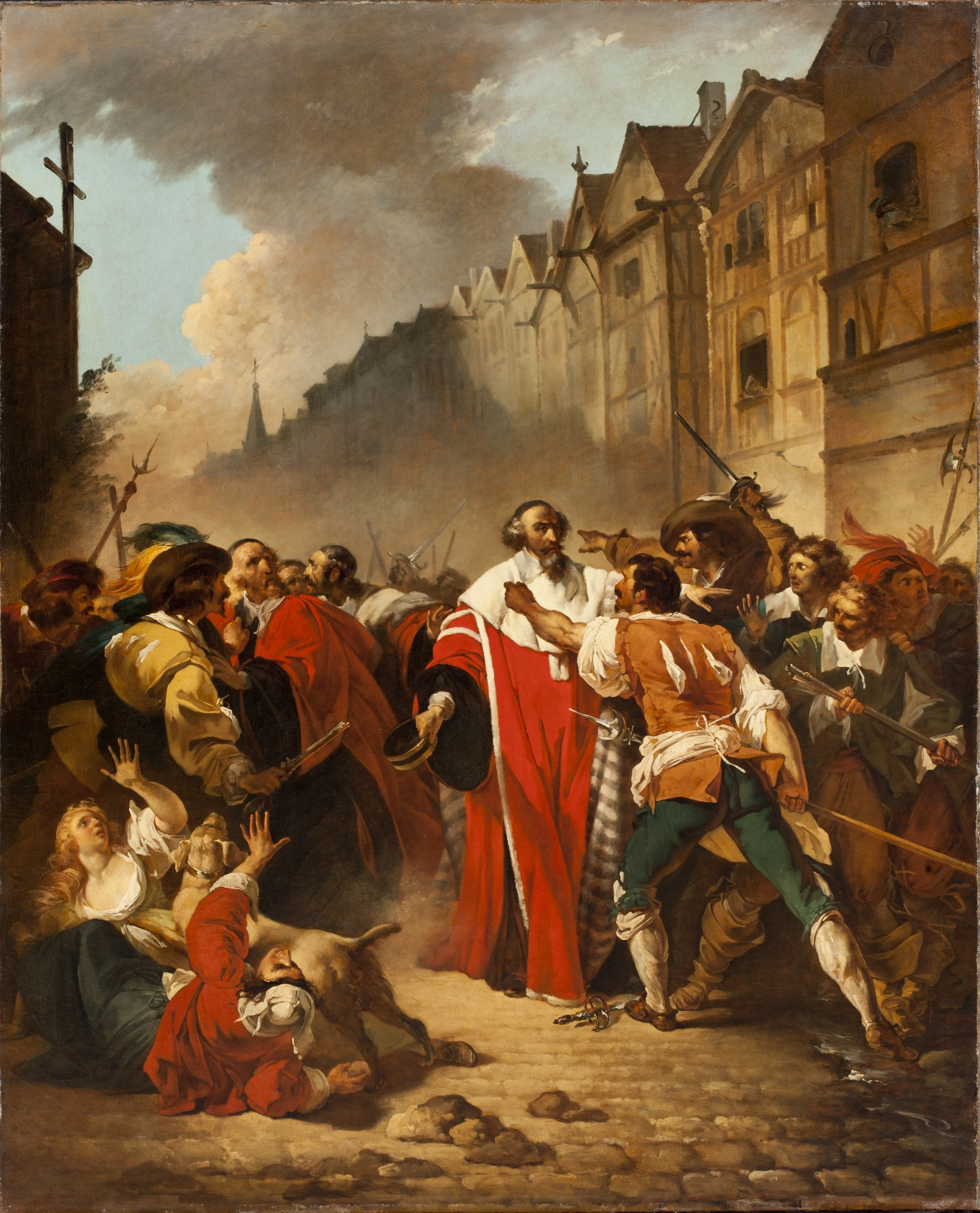
Le président Molé, saisi par les factieux, au temps des guerres de la Fronde.
Peinture d'histoire de François-André Vincent, 1779.

La Fronde (1648-1653) est une période de troubles graves qui frappent le royaume de France alors en pleine guerre contre l’Espagne (1635-1659), pendant la minorité du roi Louis XIV (1643-1651). Cette période de révoltes marque une brutale réaction face à la montée de l’autorité monarchique en France commencée sous Henri IV et Louis XIII, renforcée par la fermeté de Richelieu et qui connaîtra son apogée sous le règne de Louis XIV. Après la mort de Richelieu en 1642, puis celle de Louis XIII en 1643, le pouvoir royal est affaibli par l'organisation d'une période de régence, par une situation financière et fiscale difficile due aux prélèvements nécessaires pour alimenter la guerre de Trente Ans, ainsi que par l'esprit de revanche des grands du royaume subjugués sous la poigne de Richelieu. Cette situation provoque une conjonction de multiples oppositions aussi bien parlementaires qu’aristocratiques et populaires.
Il est très difficile de délimiter avec précision les bornes chronologiques de la Fronde. Les historiens ont des avis divergents sur la question. Il est courant toutefois de proposer comme point de départ la date du 15 juin 1648 qui est marquée par la déclaration des vingt-sept articles à la suite de l'arrêt d'Union du 13 mai. Cette déclaration faite au Parlement de Paris énonce la limitation des pouvoirs du souverain. La soumission de la ville de Bordeaux, le 3 août 1653, est considérée comme l'événement qui clôt les troubles de la Fronde.
La chronologie est complexe en raison d'événements multiples et de renversements des alliances. L'historiographie a pris l'habitude de distinguer plusieurs phases : la première correspond à l’opposition des cours souveraines (fronde parlementaire, 1648-1649), la seconde à l’opposition des Grands (fronde des princes, 1651-1653). À ce titre, elle peut être considérée comme la dernière grande révolte nobiliaire du XVIIe siècle.

## Contexte international et national

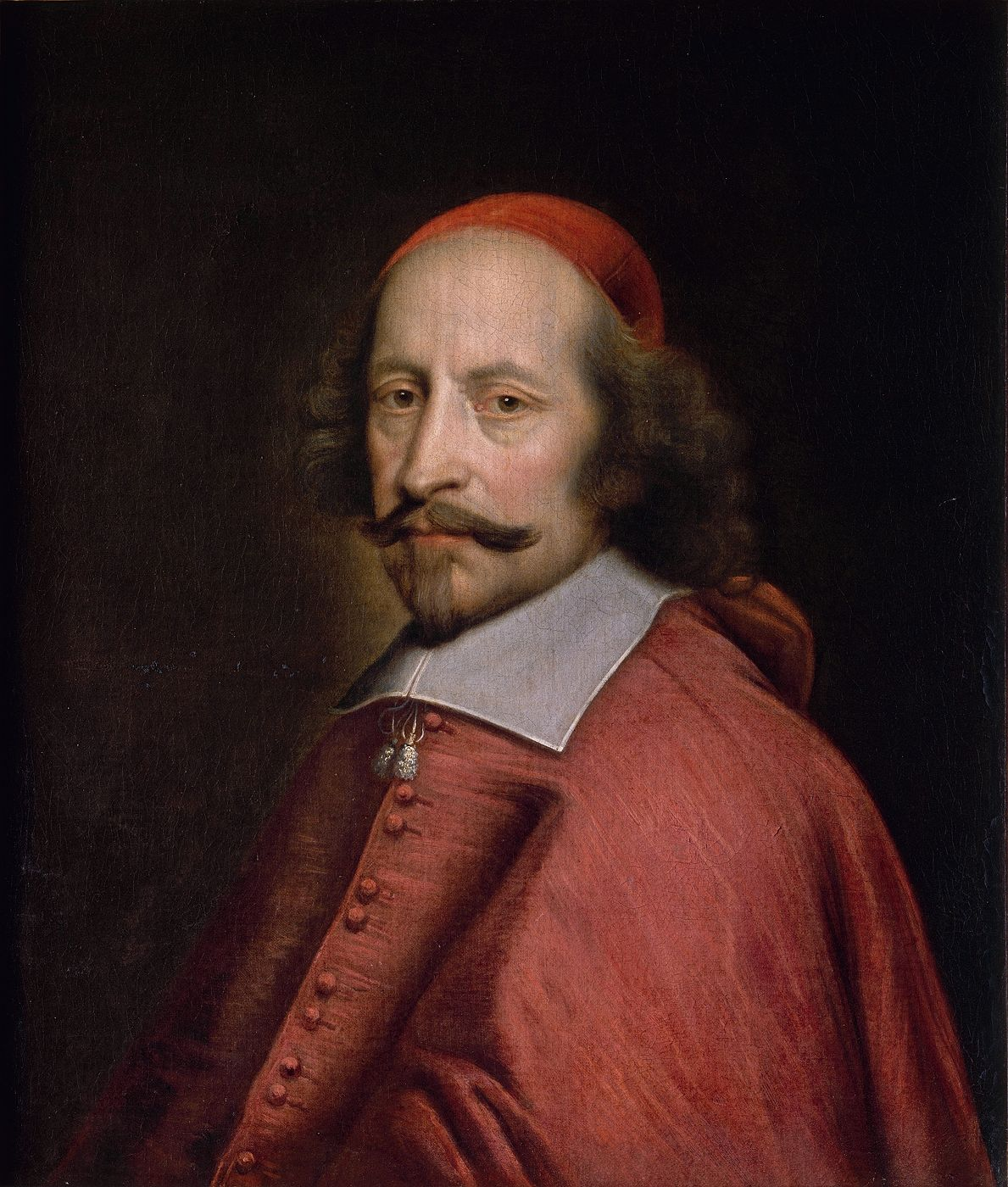
Portrait du cardinal Mazarin, huile sur toile, Chantilly, musée Condé, vers 1658-1660.

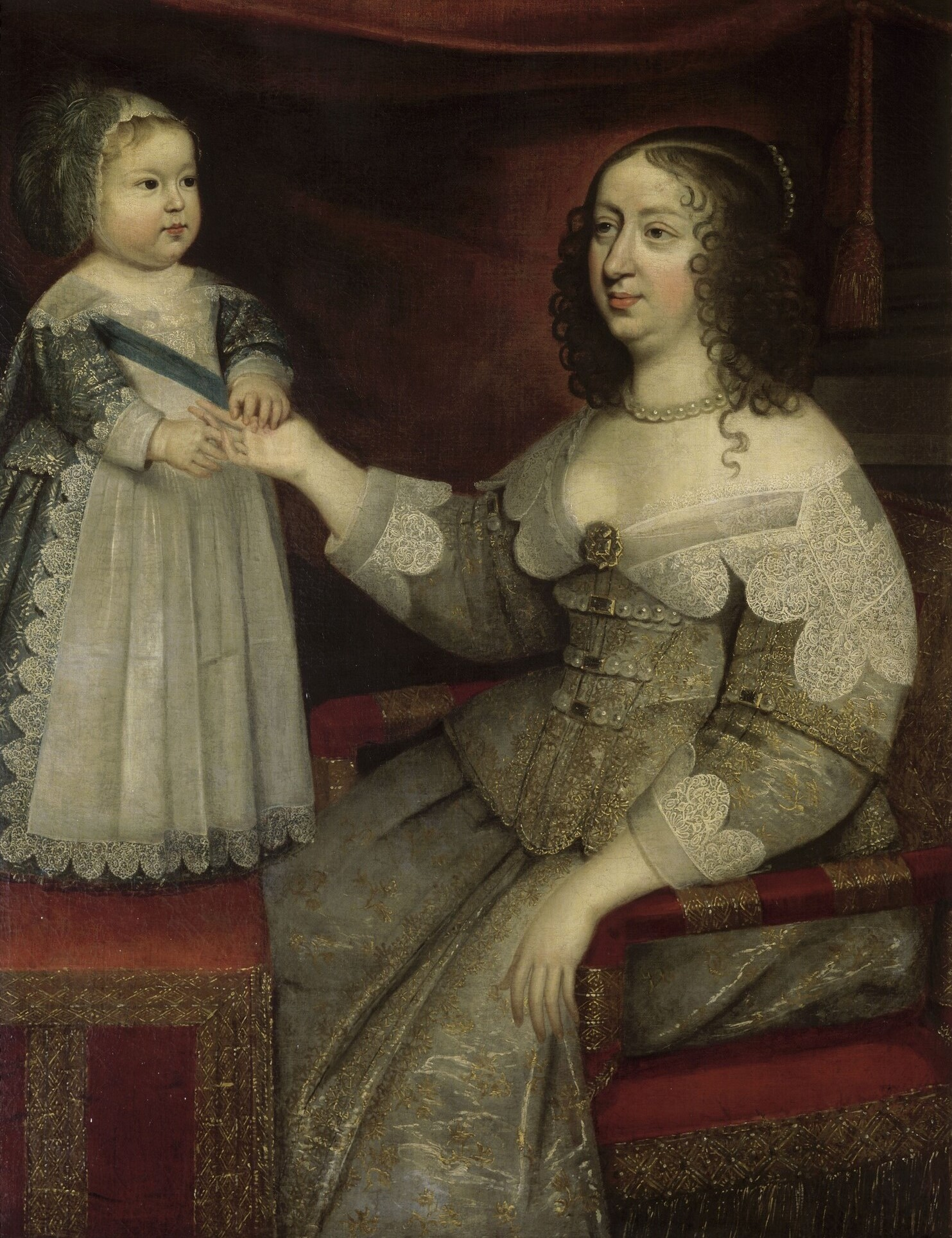
Louis-Dieudonné et sa mère Anne d'Autriche, vers 1639.
La Fronde se déroule pendant la minorité de Louis XIV. Le pouvoir est assuré par la régence de la reine-mère qui s'appuie sur son principal ministre, le cardinal Mazarin.

À la mort de Richelieu (1642), puis de Louis XIII (1643), la France est en guerre depuis 1635 avec l'Espagne. Il s'agit d'une politique traditionnelle depuis la fin du XVe siècle d'affaiblissement de la Maison d'Autriche - successeurs des ducs de Bourgogne - dont les possessions limitrophes encerclent le royaume de France. La guerre de Trente Ans prendra fin après quatre ans de négociations à la veille de la Fronde au traité de Westphalie (1648), alors que la guerre franco-espagnole se poursuivra théoriquement jusqu'au traité des Pyrénées (1659).
Ce premier demi-siècle signe l'abaissement des Habsbourg en butte aux révoltes hollandaise, catalane, napolitaine, portugaise, alors que Richelieu et Louis XIII après les longues guerres de religion amorcent en France le renforcement d'un État qui s'appuie sur la centralisation et l'absolutisme.
De l'autre côté de la Manche, c'est une évolution inverse à laquelle on assiste où l'absolutisme de Charles Ier se heurte à la révolte du Parlement. Ces événements seront présents à l'esprit des acteurs de la Fronde d'autant que la reine Henriette, sœur du défunt Louis XIII, a dû se réfugier en France dès 1644. Ils peuvent expliquer certaines attitudes notamment la résistance opiniâtre de la reine-mère Anne d'Autriche.
Sur le plan national, le Parlement et la noblesse, subjugués au cours du règne précédent, aspirent à jouer un rôle plus important, d'autant que la cour souveraine semble encouragée par la régente obligée de passer par elle pour casser le testament de Louis XIII afin d'obtenir la pleine régence. Peu expérimentée dans les affaires politiques, Anne d'Autriche s'appuie sur Mazarin dont la nomination suscite quelques jalousies parmi les princes. Après la « période de grâce », les mécontents tenteront d'exploiter à leur profit la position toujours plus délicate d'un gouvernement de régence.
La France est le pays le plus peuplé d'Europe : 19 millions d'habitants en 1640 dans les limites de l'époque. Elle atteint un seuil critique en raison du faible rendement de la production agricole entraînant régulièrement des années de disette. Cumulées avec la pression fiscale qui a triplé sous le ministériat de Richelieu, elles sont à l'origine des fréquentes révoltes populaires ou émotions. Mazarin et Particelli d'Émery, le surintendant des finances, sont confrontés à un déficit en augmentation du fait de la guerre extérieure.

## Les facteurs explicatifs des troubles
Il est possible de distinguer trois facteurs d'explication : sur le plan fiscal (une pression croissante de la fiscalité royale), sur le plan social (une remise en cause des privilèges des parlementaires parisiens) et sur le plan politique (le pouvoir royal entend gouverner seul dans le cadre d'une monarchie absolue, qui amènerait un renforcement monarchique).

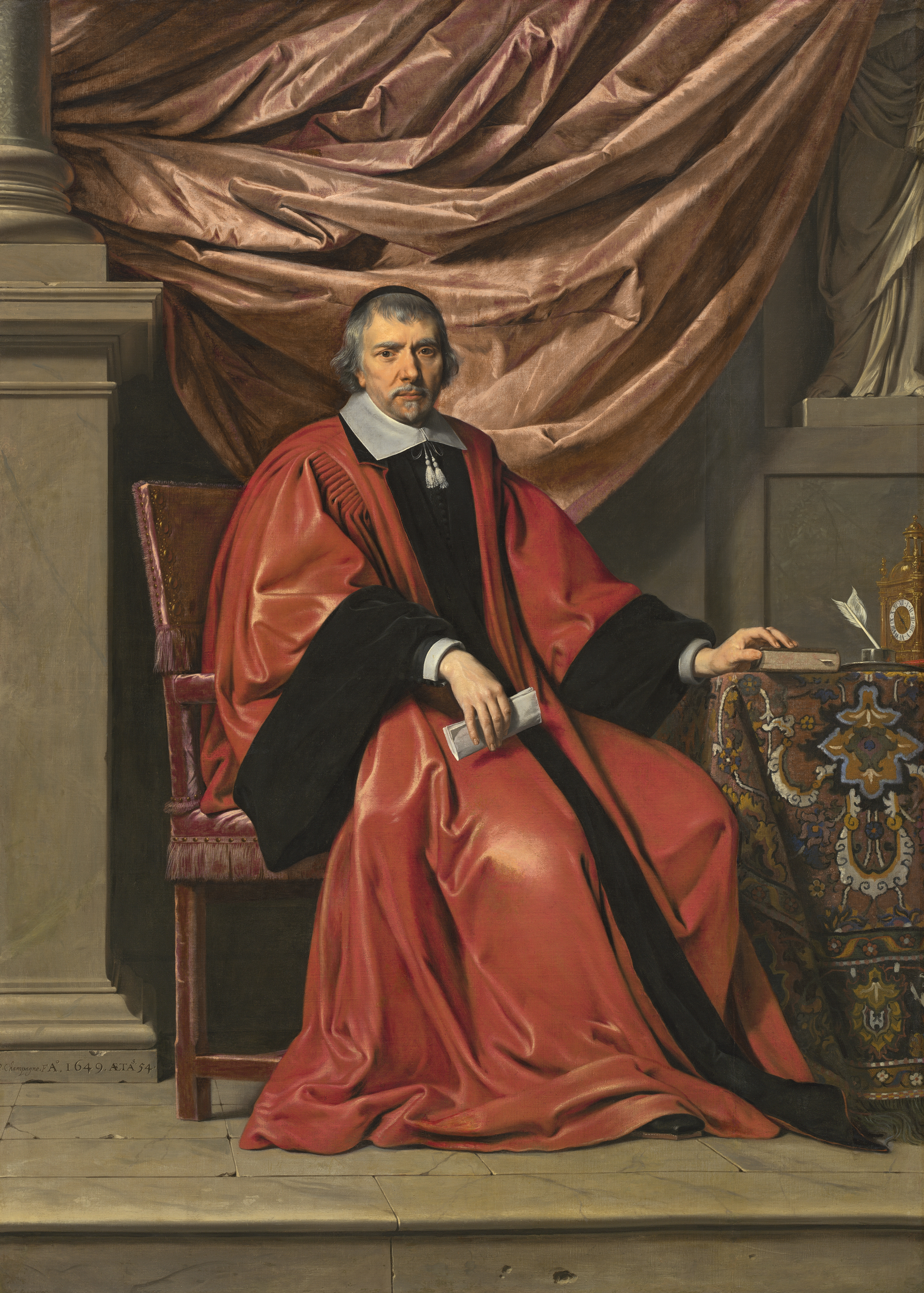
Portrait d'Omer Talon par Philippe de Champaigne, huile sur toile, 1649, National Gallery of Art, Washington.

### Une ponction fiscale de plus en plus forte
La Fronde naquit tout d'abord d'un mécontentement général. Celui-ci prenait sa source dans la crise économique et l'augmentation de la pression fiscale en vue de faire face aux dépenses de la guerre de Trente Ans. Les dépenses de l'État ont quintuplé entre 1600 et 1650, alors qu'elles avaient déjà doublé entre 1515 et 1600. L'espoir d'un allègement des impôts, que la régente Anne d'Autriche avait fait naître après la mort de Louis XIII, se trouve vite déçu. En effet, le cardinal Mazarin demande au surintendant des finances Particelli d'Émery, d'élargir l'assiette de nombreux impôts. Ce dernier a cherché par tous les moyens à augmenter les recettes notamment par l'édit du Toisé (1644), la taxe des Aisés et l'édit du tarif (1646). L’objectif était d’étendre l’assiette fiscale parisienne afin de compenser le manque à gagner de la taille car les villes en étaient alors exemptées et le gouvernement avait promis au peuple une remise du quart de la taille due depuis 1647. L'opposition du Parlement obligea le ministre à revenir sur ces réformes ou à en réduire les effets.
En janvier 1648, sept nouveaux édits fiscaux sont soumis à enregistrement auprès du Parlement de Paris (lit de justice du 15 janvier). En dépit de protestations, notamment de l’avocat général Omer Talon, le Parlement doit s’effacer. Toutefois, il est farouchement hostile à ces mesures qui touchent la plupart de ses membres qui, jusque-là, ne payaient pas ou peu d’impôts. En ce sens, la Fronde est un soulèvement des gens de biens, ne souhaitant pas payer d’impôts ou d’augmentation d’impôts. Les Parisiens suivent et soutiennent les parlementaires. Le mécontentement se généralise.

### Une atteinte aux privilèges des officiers de robe
Outre l’aspect fiscal, la monarchie touche également aux privilèges de ces parlementaires. En effet, toujours dans un souci de trouver des fonds, elle multiplie la création des offices. Or, les gens du Parlement ont pour la plupart acheté le leur et sont opposés à de nouvelles créations car l’augmentation de l’offre fait baisser le cours du prix de l’office.
De plus, la monarchie rogne sur les revenus des officiers. Un office produit en effet des revenus (que l’on appelle des gages), et le pouvoir royal supprime pour quatre années tous les gages des officiers parlementaires (avril 1648). Par conséquent, tous les officiers de robe de toutes les cours souveraines (parlements, Chambre des comptes, Cour des aides et Cour des monnaies) sont solidaires pour défendre leurs privilèges.

### Une volonté d'abaisser l'influence politique des ordres du royaume

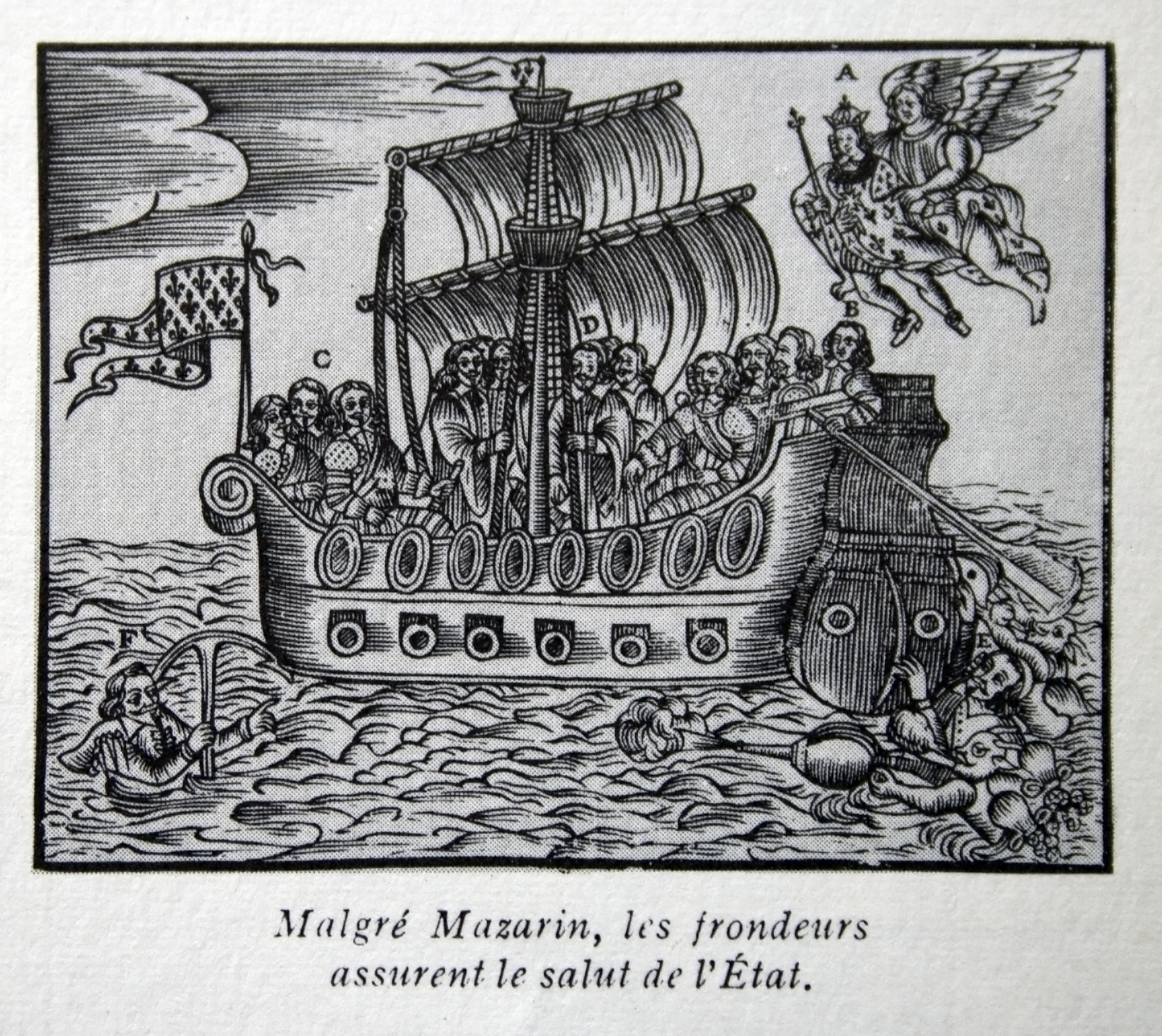
Une mazarinade, XVIIe siècle.

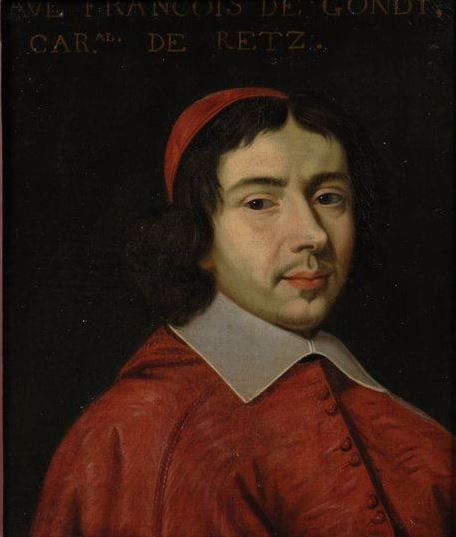
Portrait de Jean-François Paul de Gondi, coadjuteur de Paris, puis cardinal de Retz, 1651.

Le développement de la monarchie absolue signifie concrètement que la direction du pouvoir est entre les mains du roi seul, sans l’assistance de corps constitués tels que les états généraux. Au cours du XVIIe siècle, le roi s’est peu à peu passé de telles assemblées. Au contraire, le pouvoir monarchique s’est confiné dans une construction bicéphale où le roi place sa confiance en une seule personne (Richelieu pour Louis XIII et Mazarin pour la régente Anne d’Autriche). Cependant, l’« absolutisme royal » est tempéré aujourd'hui par l'historiographie, le roi étant toujours tenu de prendre conseil, de respecter les lois du royaume et les droits de ses sujets.
Lors de la minorité de Louis XIV, non seulement la noblesse, mais aussi les élites de robe n’acceptent pas l’idée que le pouvoir réside entre les mains du cardinal Mazarin, jugé trop puissant. Dès la première année de régence, le cardinal doit faire face à une cabale des Importants et fait emprisonner le duc de Beaufort, petit-fils en ligne légitimée de Henri IV et donc cousin germain du roi. Le peuple parisien exprime son aversion à l'égard du cardinal dans des mazarinades. L’opposition se déplace ainsi sur le terrain politique. Le Parlement ambitionne de participer au gouvernement du royaume alors qu'il n'est à l'origine qu'une institution judiciaire. Certains princes du sang font également valoir leurs prétentions quant à la direction des affaires.
En effet, face au gouvernement, se dressait d'abord rien moins que la famille royale. Gaston de France (le Grand Monsieur), oncle du roi et qui avait été longtemps l'héritier du trône, éternel comploteur, ne cachait pas son opposition à Mazarin, non plus que sa fille, Anne-Marie-Louise d'Orléans, la Grande Mademoiselle. Le prince de Condé dit « le grand Condé » et sa sœur, la duchesse de Longueville, espéraient entrer au conseil de régence. Outre ces aspirations politiques, il en est d'autres plus personnelles. Jean-François Paul de Gondi, futur cardinal de Retz, coadjuteur de Paris, était ambitieux. Il voulait lui aussi jouer un rôle politique de premier plan.

## La Fronde parlementaire (1648-1649)

### La Chambre Saint-Louis et la montée de l'opposition parlementaire (de janvier àdécembre 1648)

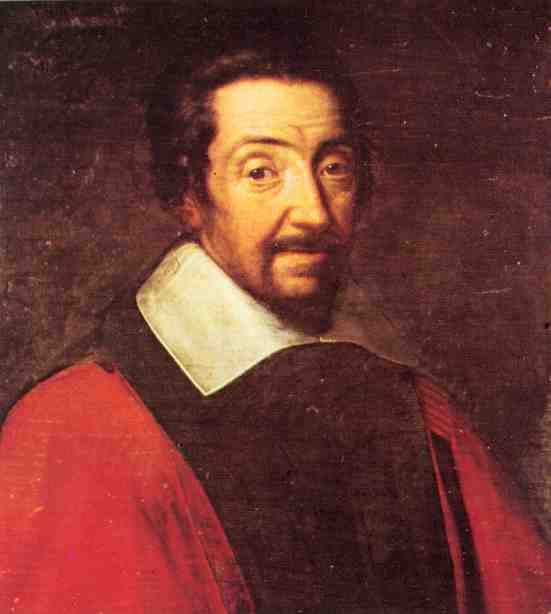
Portrait de Pierre Broussel, conseiller au Parlement de Paris, 1649.

Pour forcer le Parlement à enregistrer les sept édits fiscaux, la régente tient un lit de justice, en présence du roi qui a 9 ans, le 15 janvier 1648. Les parlementaires réagissent dans un premier temps par le discours très dur d'Omer Talon, puis ils se ravisent : ils examinent les édits et n'ont de cesse d'adresser des remontrances.
En avril 1648, la tension se fait encore plus forte à cause du droit annuel ou paulette. Mazarin espère dissocier les cours souveraines en exemptant seul le Parlement d'un rachat de quatre années de gages pour obtenir le droit de renouvellement de leur office. C'est un échec pour le cardinal car la Robe parisienne fait bloc : la protestation générale se traduit par l'arrêt d'Union (13 mai 1648) qui propose aux quatre cours souveraines de délibérer en commun (Parlement, Chambre des comptes, Cour des Aides, Grand Conseil). C'est un défi institutionnel, auquel la régente tente d'abord de s'opposer. L'arrêt d'Union est d'ailleurs cassé par le conseil d'État le 7 juin. Le 15 juin le Parlement passe outre et appelle les autres cours à le rejoindre le lendemain à la chambre Saint-Louis du palais de justice. Le 27 juin, Mathieu Molé, le premier président du parlement de Paris, prononce un discours à la reine que le cardinal de Retz résume dans ses Mémoires :

« Le premier président parla avec la plus grande force. Il exagéra la nécessité de ne point ébranler ce milieu entre les peuples et les rois. Il justifia, par des exemples illustres et fameux, la possession où les compagnies avaient été, depuis si longtemps, de s'unir et de s'assembler. Il se plaignit hautement de la cassation de l'arrêt d'union, et conclut, par une instance très ferme et très vigoureuse, à ce que les arrêts du conseil fussent supprimés. »

Mazarin conseille de négocier et Anne d'Autriche capitule le 30 juin en autorisant les chambres à siéger ensemble. Les magistrats rédigent alors des projets de réformes dans une charte contenant vingt-sept articles. Ces derniers prévoient la suppression des traitants, la réduction des tailles, la répartition et la levée des impôts par les seuls officiers, le rappel des intendants, l'absence de création de nouveaux offices, le renoncement aux réductions de rentes et de gages, un habeas corpus pour les seuls officiers (garanties individuelles). Par la déclaration royale du 31 juillet, la chambre de Saint-Louis obtient gain de cause sur presque tous les points (sauf sur l'abolition des lettres de cachet). Particelli d'Émery est renvoyé. Le nouveau surintendant des finances est le duc de La Meilleraye. Entretemps, l'État se déclarait en banqueroute, annulant tous les prêts, traités et avances consentis pour l'année et les suivantes.

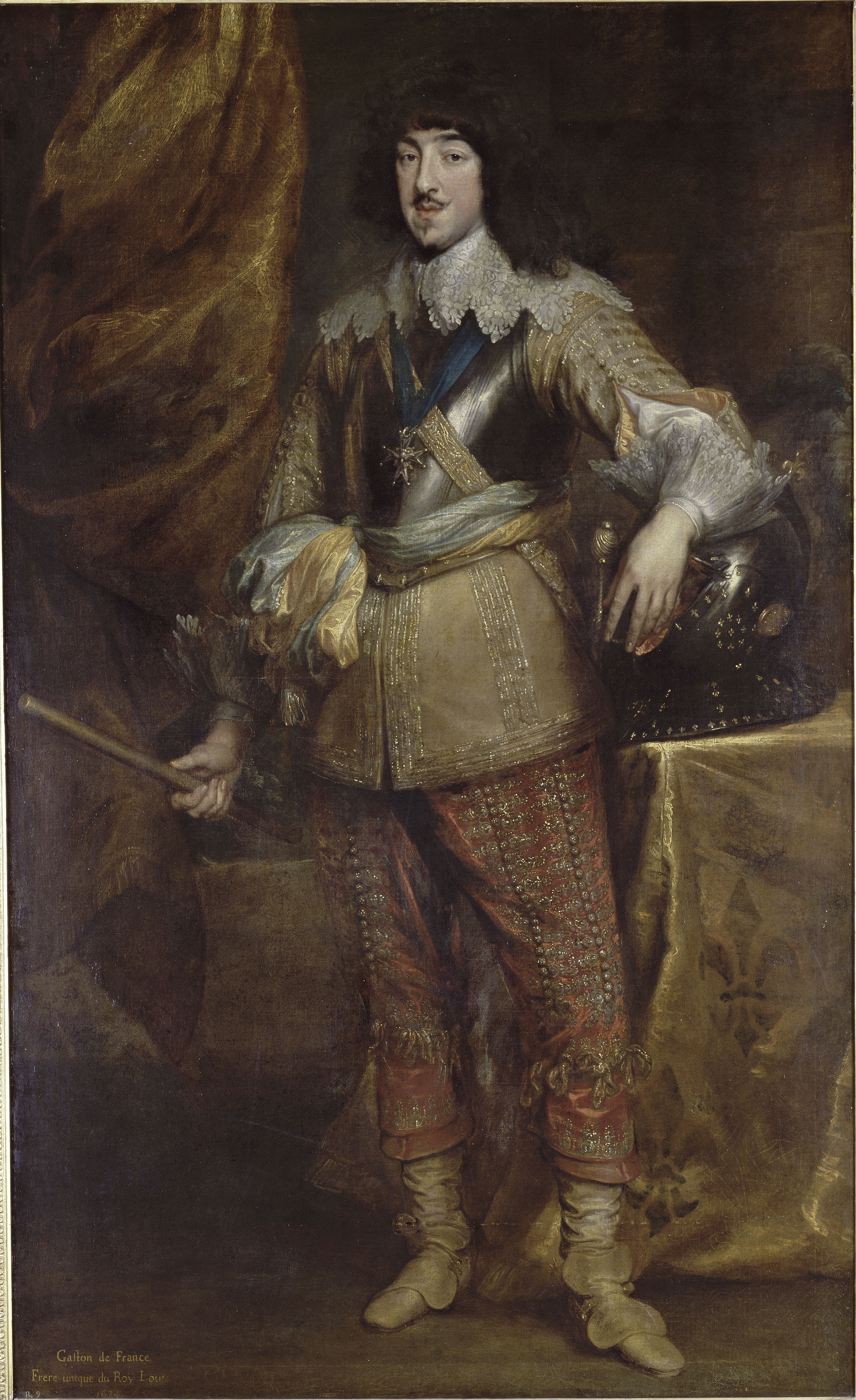
Portrait de Gaston de France, oncle de Louis XIV, dit Monsieur, 1634, par Antoine Van Dyck.

Au mois d'août, le contexte change. La victoire de Condé, le 20 août sur les Espagnols à Lens, pousse Mazarin à réagir. Le Conseil d'en haut est alors composé de la reine, du cardinal, du duc d'Orléans, du chancelier Séguier, de La Meilleraye et du comte de Chavigny. Il se réunit le 25 août et décide de profiter de la liesse parisienne (un Te Deum est donné le lendemain à Notre-Dame en l'honneur de la victoire de Condé) pour faire arrêter trois parlementaires, principaux chefs de la Fronde, Henri Charton, René Potier de Blancmesnil et Pierre Broussel. Ce dernier, opposant farouche aux mesures fiscales, étant très populaire au sein de la capitale, Paris s'enrage et monte 1 260 barricades (26-28 août) autour du Palais-Royal,, à l'instigation des milices bourgeoises dont les chefs, parlementaires, semblent avoir été débordés. Le chancelier Séguier est poursuivi par la foule qui met le feu à l'hôtel de Luynes où il s'était réfugié. Il ne doit la vie qu'à l'intervention de La Meilleraye. Mazarin est contraint de libérer Blancmesnil, puis Broussel qui effectue un retour triomphal le 28 août (Charton, lui, avait réussi à éviter l'arrestation).
Le 13 septembre, la Cour s'installe quelque temps à Rueil chez la duchesse d'Aiguillon. C'est là que le vainqueur de Rocroi et de Lens se met à la disposition d'Anne d'Autriche : « Je ne saurais souffrir l'insolence de ces bourgeois qui veulent gouverner l'État ; je m'appelle Louis de Bourbon… ». Le comte de Chavigny, suspect de passivité au moment des troubles d'août, et responsable de l'évasion en juin du duc de Beaufort en tant que gouverneur du château de Vincennes, est arrêté. L'ancien garde des sceaux, Châteauneuf, est exilé.
Par l'intermédiaire de Condé et celui de Gaston d'Orléans, la Cour et le Parlement tentent de trouver une issue à la crise lors de conférences tenues à Saint-Germain, du 25 septembre au 4 octobre 1648, où la Cour s'est repliée. Anne d'Autriche et Mazarin se résignent temporairement à accepter les exigences parlementaires : le 22 octobre, la monarchie accepte les articles de la Chambre Saint-Louis, ramenés à une quinzaine, par une déclaration royale confirmant celle de juillet. Le 30 octobre, la Cour rentre à Paris.
Le même jour, une paix est signée avec l'empereur Ferdinand III (1608-1657) mais passe complètement inaperçue (traités de Westphalie) ; la France sort de la guerre de Trente Ans mais reste en conflit avec l'Espagne. Pendant l'automne, le Parlement ne cesse d'adresser des protestations contre les infractions faites à la déclaration royale. Mazarin projette de s'éloigner de Paris et de réduire la capitale par la famine.

### La guerre et le blocus de Paris (de janvier àmars 1649)

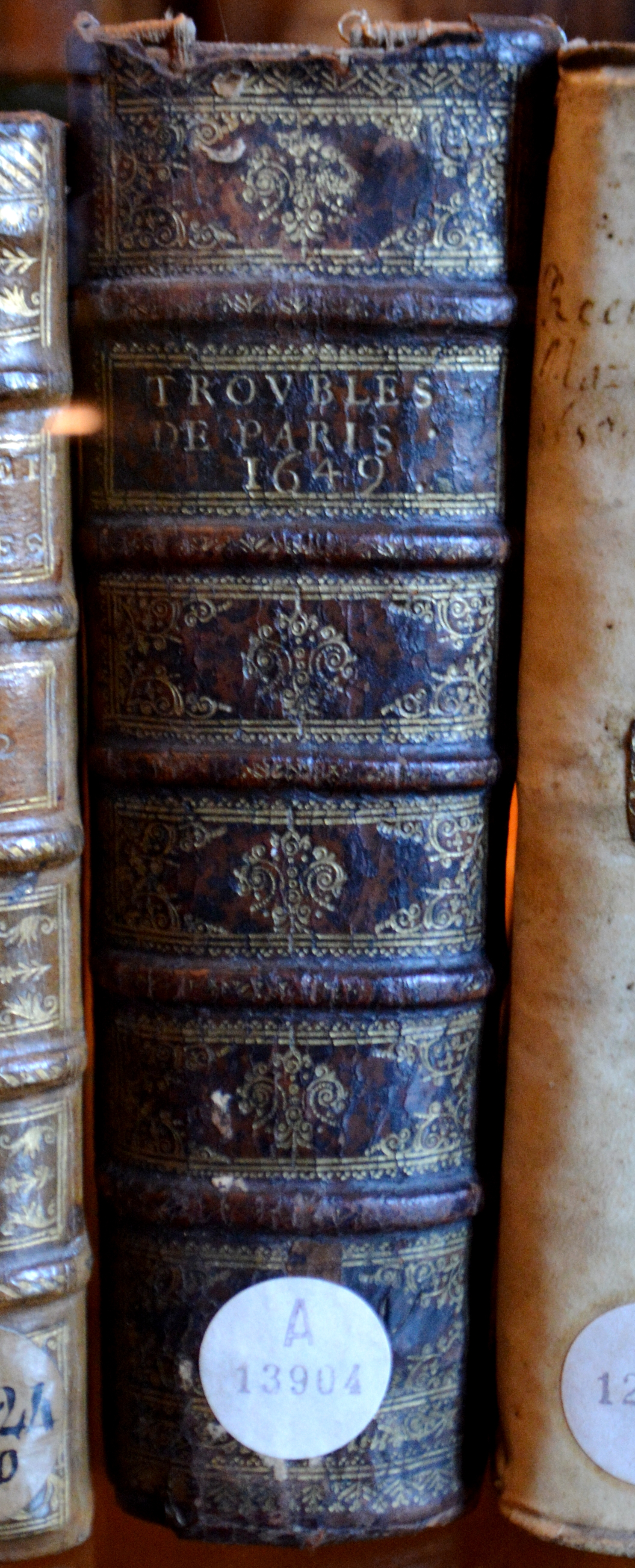
Troubles de Paris, 1649 conservé à la bibliothèque Mazarine.

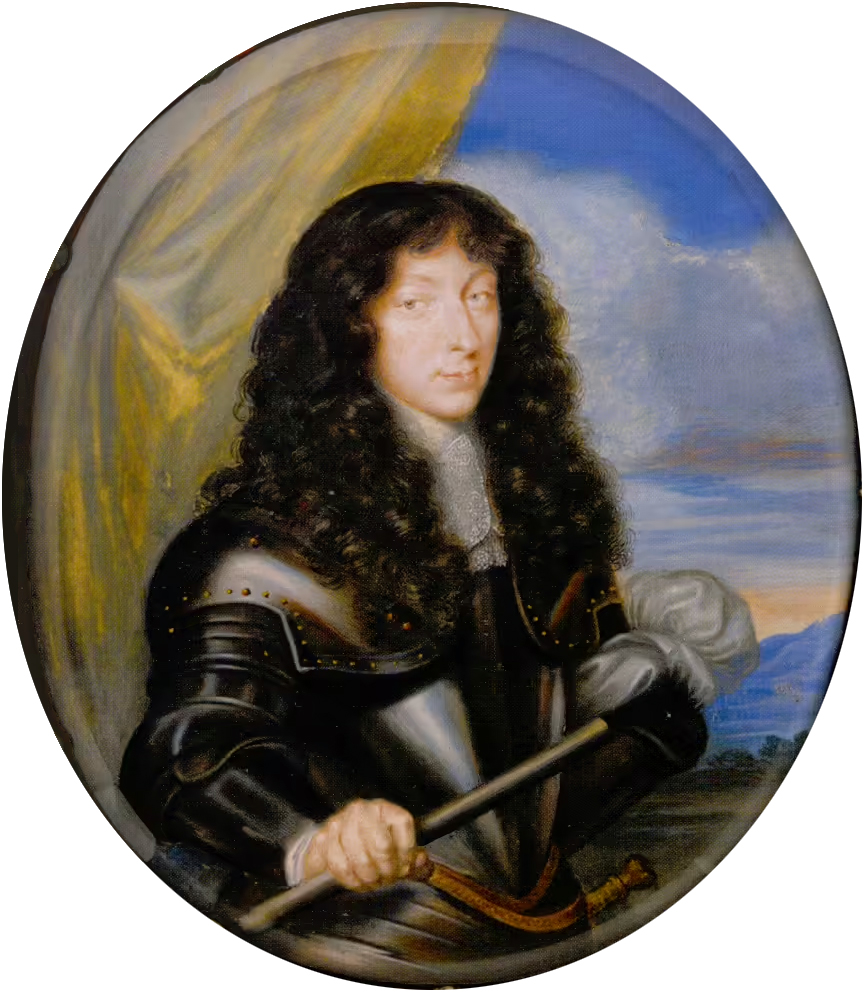
Armand de Bourbon (1629-1666), prince de Conti, médaillon, 1650.

D'un côté comme de l'autre, les forces s'organisent pendant que la Cour quitte brusquement le palais du Louvre par la porte de la Conférence, dans la nuit du 5 au 6 janvier 1649 pour gagner le château de Saint-Germain. Mazarin fait appel aux 4 000 mercenaires allemands de l'armée de Condé qui, au demeurant, reçoit le commandement des troupes royales afin de conduire le siège de Paris. Il dispose au total de 8 000 à 10 000 hommes.
Du côté parisien, la résistance s'organise. Le cardinal est condamné au bannissement par un arrêt du Parlement (8 janvier 1649). Le Parlement confie le commandement des troupes au prince de Conti, frère de Condé, qui est désigné comme le généralissime de la Fronde (11 janvier 1649).
Les autres chefs sont les ducs de Bouillon qui n'admet pas le rattachement de sa principauté de Sedan au royaume, de Beaufort (qui y gagne le surnom de Roi des Halles), de Noirmoutier et d'Elbeuf ainsi que le maréchal de La Mothe et le prince de Marcillac. Le duc de Longueville se rend en Normandie soulever la province, tandis que sa femme, la duchesse de Longueville (sœur de Condé et Conti) et surtout le coadjuteur de Paris, Jean-François Paul de Gondi (futur cardinal de Retz) jouent également un rôle prépondérant dans la révolte.
Gondi est aussi proche du parti dévot opposé à la lutte jugée fratricide des deux royautés catholiques, la France et l'Espagne. Il se montre dans les rues de Paris, à cheval, en habits gris, des pistolets à l'arçon de sa selle.
Le peuple chante des louanges à son égard en faisant référence au combat entre David (Gondi) et Goliath (le couple Anne d'Autriche et Mazarin) :
Monsieur notre coadjuteur

Vend sa crosse pour une fronde

Il est vaillant et bon pasteur,

Monsieur notre coadjuteur

Sachant qu'autrefois un frondeur

Devint le plus grand roi du monde,

Monsieur notre coadjuteur

Vend sa crosse pour une fronde

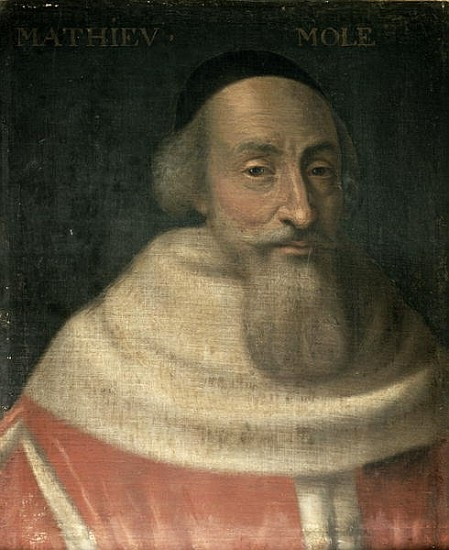
Mathieu Molé, portrait exposé dans la galerie des illustres, château de Beauregard (Loir-et-Cher), XVIIe siècle.

Quant à la duchesse de Longueville, elle n'hésite pas à s'installer à l'hôtel de ville pour y accoucher d'un fils de son amant, La Rochefoucauld, qu'elle prénomme Charles-Paris. C'est à cette époque que les pamphlétaires se déchaînent contre Mazarin.
Si des troubles éclatent en province à Rouen, Bordeaux et Aix-en-Provence, si le Parlement de Paris a réussi à neutraliser la municipalité et le prévôt des marchands, le siège de la ville est cependant efficace. Les greniers à blé autour de Paris n'alimentent plus la ville et le prix du pain quadruple en deux mois. Le combat de Charenton remporté par l'armée royale le 8 février 1649 sur quelques groupes de frondeurs empêche toute délivrance. Les soldats du roi ravagent le Sud de Paris. La Rochefoucauld est blessé à la gorge par un coup de feu lors d'un engagement à Brie-Comte-Robert.
Quant au duc de Longueville, ses maigres levées de troupe sont facilement contrées par les armées royales du comte d'Harcourt que la régente vient de nommer gouverneur de la Normandie à la place du duc. L'hiver est rude et la capitale est inondée par une crue de la Seine. Toutefois, les frondeurs reçoivent le soutien de Turenne. Ce dernier tente d'ailleurs d'attacher à son service huit régiments de l'armée d'Allemagne commandés par le général d'Erlach. Mazarin riposte grâce au banquier Barthélemy Hervart : il réussit à maintenir cette armée dans son devoir (et à ses frais) en fournissant 1,5 million de livres tournois. Sans moyens, Turenne décide alors de s'exiler. Le 7 mars 1649, il est déclaré coupable de crime de lèse-majesté.
Dans ces conditions (les alentours de Paris ravagés, Turenne neutralisé), les frondeurs parlementaires se divisent en légalistes (le premier président du Parlement Mathieu Molé et le président Henri de Mesmes) et en ultras (le président Viole et le président Charton). Les premiers supplient Anne d'Autriche de négocier. Certaines personnalités plus ou moins neutres (Saint Vincent de Paul, le duc d'Angoulême) s'entremettent.
Fin février, les magistrats s'émeuvent des accointances de certains princes, dont le duc de Bouillon, avec les Espagnols et ne souhaitent pas se faire déborder par l'agitation populaire. Le parti modéré l'emporte. De son côté la Cour est hantée par l'exécution le 30 janvier 1649 du roi d'Angleterre Charles Ier décidée par le Parlement anglais, ce qui ébranle la fermeté de la Régente. Les pourparlers débutent le 4 mars 1649, malgré les tentatives de Gondi pour les retarder. Un compromis est signé le 11 mars 1649 (paix de Rueil), suivi de la paix de Saint-Germain (1er avril 1649). L'invasion de la Picardie par les Espagnols, qui va être arrêtée à Guise par le maréchal du Plessis-Praslin épaulé par les mercenaires d'Erlach, amène Mazarin à modérer ses exigences et intégrer les princes dans la négociation entre les deux conférences. Tous les fauteurs de troubles sont pardonnés, y compris Turenne.
Le roi ne fera son entrée à Paris que le 18 août 1649 après la campagne de printemps sur la frontière picarde et l'installation temporaire de la Cour à Compiègne. Pour celle-ci, Mazarin confie l'armée royale au comte d'Harcourt ce qui mécontente Condé et alimente la mésentente entre les deux hommes. Harcourt échoue d'ailleurs devant Cambrai.

### La paix de Saint-Germain (1eravril 1649): un apaisement difficile et fragile
La paix de Saint-Germain marque une pause dans les événements tumultueux de la Fronde. En réalité, le retour au calme est plus difficile. D'une part parce que les libelles et les pamphlets hostiles à Mazarin circulent toujours à Paris et, d'autre part, parce que ce sont les provinces qui entrent en mouvement. Les villes de Bordeaux et d'Aix se soulèvent chacune contre leur gouverneur respectif. Le retour au calme ne se fait qu'en août pour la Provence (alors qu'à Paris, la foule fête la Saint-Louis dans la joie) et seulement en janvier 1650 pour le Bordelais après une journée de barricades le 24 juillet 1649 et de violents affrontements entre les frondeurs et le gouverneur, le duc d'Épernon.
Quant à la situation parisienne, tout se joue en coulisse. En effet, le prince de Condé entend tirer quelques bénéfices de l'appui qu'il a accordé à Mazarin, notamment pendant le blocus de la ville. Les prétentions de Condé (prendre part au gouvernement) conduisent Mazarin à se rapprocher des anciens frondeurs : il promet au coadjuteur de Paris, Jean-François Paul de Gondi, le galero, le chapeau de cardinal. Quant au duc de Beaufort, Mazarin le neutralise grâce à sa maîtresse madame de Montbazon mais aussi en donnant en mariage à son frère, le duc de Mercœur, l'une de ses nièces, Laure Mancini. Mazarin joue ainsi de la rivalité entre la maison de Condé et la branche illégitime des Vendôme.
À l'automne 1649, le pouvoir risque de tomber entre les mains de l'une ou l'autre des factions. Les incidents se multiplient comme les coups de feu essuyés par le carrosse de Condé le 11 décembre 1649 qui donnent lieu à une vaine procédure juridique à l'encontre de Beaufort et du coadjuteur. Les relations entre Condé et Mazarin sont de plus en plus tendues. Ces jeux de clientèles renversent les alliances : en janvier 1650, par l'entremise de la duchesse de Chevreuse, quelques-uns des chefs de la vieille fronde (Gondi, Beaufort, le marquis de Châteauneuf) se rallient secrètement au pouvoir royal contre le prince de Condé et sa famille dans laquelle la duchesse de Longueville joue le rôle de tête politique.

## La Fronde des princes (1650-1653)
La politique de rapprochement avec quelques anciens frondeurs menée par Mazarin se fait contre la famille de Bourbon (Condé, Conti et leur beau-frère Longueville, époux de leur sœur). Ce retournement ouvre une nouvelle phase d'agitation appelée Fronde des princes.

### L'arrestation des princes et le soulèvement de leurs clientèles en province

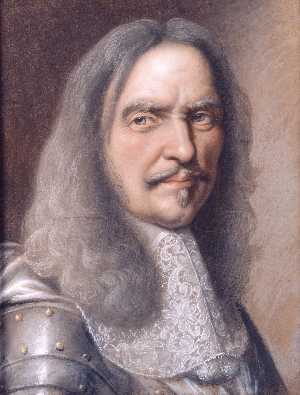
Henri de La Tour d’Auvergne, vicomte de Turenne (1611-1675), par Robert Nanteuil, Paris, musée Carnavalet.

L'arrestation des princes de Condé et de Conti et de leur beau-frère le duc de Longueville est un coup de théâtre (18 janvier 1650). Ils sont emprisonnés au château de Vincennes. L'événement provoque le soulèvement de leur clientèle et par conséquent, celui de leurs provinces. C'est le début de la Fronde princière. Madame de Longueville se rend en Normandie mais sa tentative de soulèvement échoue. Elle rejoint Turenne à Stenay après un détour par Bruxelles. Turenne envisage de marcher sur Vincennes. Mazarin transfère alors les prisonniers au Château de Marcoussis. De leur côté, le prince de Marcillac (futur La Rochefoucauld) et le duc de Bouillon agitent le Poitou et le Limousin avant de rejoindre le Bordelais. En effet, la princesse de Condé pousse le Parlement de Guyenne à s'opposer une nouvelle fois au gouverneur d'Épernon.
Pendant toute l'année 1650, Mazarin va essayer d'éteindre les foyers de guerre en province. La régente et le jeune roi l'accompagnent pour bien montrer où se situe la légitimité. Paris est confié à Monsieur, en tant que lieutenant général du Royaume ; il est chargé de neutraliser les anciens frondeurs. Mazarin compte surtout sur Le Tellier et Servien pour le conseiller. En février, les troupes royales sont en Normandie, qui se soumet facilement. De passage à Paris, Mazarin, harcelé par ses nouveaux alliés, est contraint le 3 mars 1650 de remplacer Séguier par Châteauneuf au poste de Chancelier. Mazarin repart immédiatement pacifier la Bourgogne (mars-avril). Mais chaque passage par Paris (mai) l'amène à céder de nouveaux avantages aux Vendôme, Beaufort, Gondi. Il n'est pas fâché de repartir en juin à Compiègne au-devant des menaces de Turenne, allié aux Espagnols, puis pendant l'été d'entreprendre l'expédition de Guyenne.
À Bordeaux, l'affaire est plus sérieuse. Le Parlement est aux prises avec son gouverneur, d'Épernon, et a de fréquents échanges avec le Parlement de Paris. Le 2 juin, la jurade est contrainte d'accueillir la princesse de Condé et son jeune fils, le duc d'Enghien, les ducs de Bouillon, de La Rochefoucauld et leur suite. Il y a dans la région une concentration impressionnante de rebelles. Le maréchal La Meilleraye met le siège devant Bordeaux, mais contrairement à ce qui avait été à Rouen ou à Dijon, la Cour n'est plus en position de force. Dans le même temps, à Paris, Gaston d'Orléans, jusqu'à présent fidèle à la reine, sa belle-sœur, semble pencher vers la compromission sous la pression de Gondi et intervient politiquement dans les affaires de Guyenne en retirant le gouvernement à d'Épernon, ce qui fait enrager Mazarin. De plus, les Espagnols de l'archiduc Léopold-Guillaume ont repris l'offensive en Picardie et appuient les actions de Turenne. Gaston envisage de négocier une paix générale. Apprenant ces nouvelles, Mazarin s'empresse d'accepter le compromis négocié par le Parlement de Paris : la princesse de Condé, les ducs de Bouillon et de La Rochefoucauld sont libres de quitter Bordeaux qui ouvre ses portes au jeune roi le 5 octobre 1650.
Lorsque Mazarin est de retour à Paris (15 novembre 1650), la situation a de nouveau changé. Alors que Paris s'était retourné en faveur de la monarchie au début de l'année 1650, des libelles circulent contre le cardinal italien. Toutefois, le duc d'Orléans se montre de nouveau coopératif et Mazarin fait transférer les princes prisonniers au Havre, l'avancée de Turenne constituant un risque de libération. Le 15 décembre 1650, l'armée des princes est une nouvelle fois défaite à Rethel : Turenne, appuyé par quelques troupes espagnoles, est vaincu par le maréchal du Plessis.
Cela n'empêche pas le Parlement et les anciens frondeurs de se rapprocher des princes. Les parlementaires adressent des remontrances au roi pour la libération de Condé, de Conti et de Longueville (20 janvier 1651). Un traité secret est même signé, le 30 janvier 1651, entre Gaston d'Orléans, les frondeurs et les partisans des princes pour obtenir leur libération et le départ de Mazarin.

### Mazarin en exil
Gaston d'Orléans rend publique sa rupture avec Mazarin le 2 février 1651. Les deux frondes s'unissent. Le Parlement réclame la liberté des princes, ordonne aux maréchaux de n'obéir qu'à Monsieur, lieutenant-général du royaume (Gaston d'Orléans).
Mazarin s'enfuit de Paris le 6 février 1651 et se réfugie provisoirement à Saint-Germain où Anne d'Autriche et le jeune roi devaient le rejoindre. Un nouvel arrêt de bannissement du Parlement est promulgué. Le roi et la reine sont retenus prisonniers au Palais-Royal et pour faire taire les rumeurs d'une nouvelle fuite, Louis XIV (12 ans) est exhibé en train de dormir devant la foule (nuit du 9 au 10 février 1651). Anne d'Autriche accepte de libérer Condé, Conti et Longueville (retour triomphal le 16 février 1651). Un mariage entre le prince de Conti et mademoiselle de Chevreuse (la maîtresse du coadjuteur de Paris) est projeté.
Mazarin court au Havre et libère lui-même les trois prisonniers, geste dont il espère tirer un bénéfice. Puis il se réfugie chez l’archevêque-électeur de Cologne, à Brühl. Il continue à intervenir par d'intenses relations épistolaires avec Anne d'Autriche, Le Tellier, Servien et Hugues de Lionne mais aussi grâce à des émissaires (comme l'abbé Zongo Ondedei, ami du cardinal).
Le 15 mars 1651, l'assemblée des nobles et l'assemblée du clergé font une démarche commune auprès de la reine pour obtenir la réunion des états généraux que la reine accepte de convoquer pour le 1er octobre 1651 sur les conseils de Mazarin. Habilement la date choisie est postérieure à la prise de majorité de Louis XIV (anniversaire de ses 13 ans) qui ne sera donc pas lié par la décision de la régente. Mais déjà des fissures se font jour entre les coalisés : le Parlement de Paris est opposé aux états généraux car il y voit une limitation de son influence politique, la duchesse de Longueville s'oppose au mariage de son frère Conti avec Mademoiselle de Chevreuse, Anne de Gonzague qui est désormais passée dans le clan Mazarin noue et dénoue les intrigues, et surtout l'exil de Mazarin obtenu, Gondi et Condé n'ont plus aucun intérêt à s'unir.
Le 3 avril 1651, le Parlement impose à la reine une déclaration royale excluant les cardinaux des conseils du roi, ce qui vise aussi bien Mazarin que Gondi dont l'objectif est d'obtenir le chapeau de cardinal. Condé n'a jamais été aussi puissant et obtient même le renvoi (temporaire) de Châteauneuf, mais son arrogance et ses multiples exigences détachent de lui les tenants de la vieille Fronde.
Turenne et son frère, le duc de Bouillon, se rallient au roi au mois de mai (Bouillon échange la ville de Sedan contre les duchés-pairies d'Albret et de Château-Thierry). Les autres princes se brouillent avec les parlementaires, le coadjuteur de Paris et Chevreuse. Anne d'Autriche négocie en secret avec le prélat parisien qui espère toujours son chapeau. Le prince de Condé s'oppose à la reine et au coadjuteur. En juillet 1651, il tient au château de Saint-Maur (où il s'est réfugié par crainte d'une nouvelle arrestation) une assemblée de la noblesse. Le Parlement et Gaston d'Orléans s'entremettent. La régente temporise et donne satisfaction à Condé en congédiant Servien, de Lionne et Le Tellier le 18 juillet 1651, mais continue de négocier avec Gondi. Début août, elle conclut un accord secret avec la vieille Fronde et dresse un acte d'accusation contre le prince. Pendant ces mois de l'été les intrigues et renversements d'alliance se succèdent auxquels Anne d'Autriche fait face avec un certain courage.
Le 7 septembre 1651, la majorité du roi est proclamée. Condé n'a pas assisté à la cérémonie et a quitté Paris la veille. Le lendemain 8 septembre 1651, Louis XIV appelle à son conseil Châteauneuf, La Vieuville et Molé, tous opposés à Condé.

### La Fronde du Grand Condé

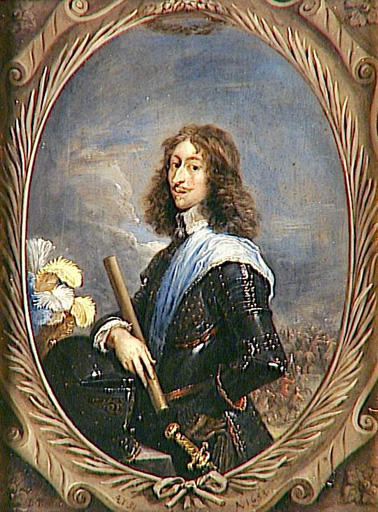
Louis II de Bourbon, prince de Condé (1621-1686), par David Teniers le jeune, Bruxelles.

Le 6 septembre 1651, le prince de Condé s'était retiré à Trie-Château, chez le duc de Longueville. Il arrive le 22 septembre 1651 à Bordeaux toujours agité par le parti de l'Ormée, et rallie à son nom toute la Guyenne. Il signe un accord avec les Espagnols (6 novembre 1651) : il promet de livrer un port français, Bourg-sur-Gironde, contre 500 000 écus pour lever des troupes. À la fin de l'année, Condé contrôle la Guyenne (avec Bordeaux comme point d'appui), la Saintonge, l'Aunis, le Limousin, le Berry, la Provence du comte d'Alais et la ville-pont de Stenay sur la Meuse (pour une jonction avec les troupes impériales). L'accord avec les Espagnols était prévisible, dès lors que Ferdinand de Marchin, lieutenant général des armées en Catalogne, accorde sa sortie de Barcelone avec les autorités espagnoles. Celles-ci, pour insuffler plus de combustible à la révolte, lui livrent tous les prisonniers français en Catalogne. Ce sera donc un noyau de vétérans de cette armée, formé par des officiers rompus à l'art de la guerre, quelque 1 200 fantassins et 1 000 cavaliers, qui arrivera en Guyenne pour renforcer les révoltés.
De son côté, la reine-mère, accompagnée du roi et de Turenne, installe la Cour à Poitiers afin de se rapprocher de la base de Condé (Bordeaux). Paris est livrée au Parlement, à Jean-François Paul de Gondi, le coadjuteur, et à Gaston d'Orléans. Le désordre est total puisque les Parisiens mettent au ban du royaume les Condéens d'une part, et à prix la tête de Mazarin d'autre part (150 000 livres tournois), le 29 décembre 1651.
Les troupes royales libèrent d'abord la Champagne menacée par les Impériaux, puis s'occupent de Condé et le neutralisent. Il est battu par le comte d'Harcourt à Cognac (15 novembre 1651) et en Guyenne (hiver 1651-1652). Au printemps, la Guyenne est perdue pour Condé. Il se dirige alors vers la capitale avec un petit groupe de fidèles dont La Rochefoucauld. Il prendra alors la direction des troupes réunies aux Pays-Bas par le duc de Nemours et de celles confiées au duc de Beaufort par Gaston d'Orléans.
Le 12 décembre 1651, un ordre formel de Louis XIV rappelle Mazarin. Il rejoint la Cour à Poitiers le 30 janvier 1652, ce qui entraîne le retrait volontaire de Châteauneuf. En février, la Cour décide de marcher sur Paris déserté par l'Administration royale, puisque Molé, devenu garde des Sceaux, et le surintendant Vieuville ont, sur ordre d'Anne d'Autriche, quitté la capitale désormais aux mains du Parlement (en théorie sous les ordres de Gaston d'Orléans, lequel subit l'influence de Gondi, qui, ayant enfin reçu le chapeau, prend le nom de « cardinal de Retz »).
C'est le 27 mars 1652 qu'a lieu l'intervention pittoresque de la Grande Mademoiselle à Orléans, apanage de son père. Elle s'introduit dans la ville avec ses deux maréchales de camp, Gilonne d'Harcourt, comtesse de Fiesque, et Anne de La Grange-Trianon, comtesse de Frontenac, et ferme les portes aux troupes royales qui doivent ainsi contourner la cité.
Les troupes réunies par Condé en profitent pour harceler l'arrière de l'armée royale. Mais à Bléneau, le 7 avril 1652, Turenne parvient à retourner la situation. Découragé par cet échec, Condé se réfugie le 11 avril 1652 dans la capitale accompagné de Beaufort, Nemours et La Rochefoucauld. Alors que le Parlement observe une stricte réserve, Gaston d'Orléans prend le parti de Condé. Gondi, qui n'aime pas Condé, se retranche dans l'archevêché.

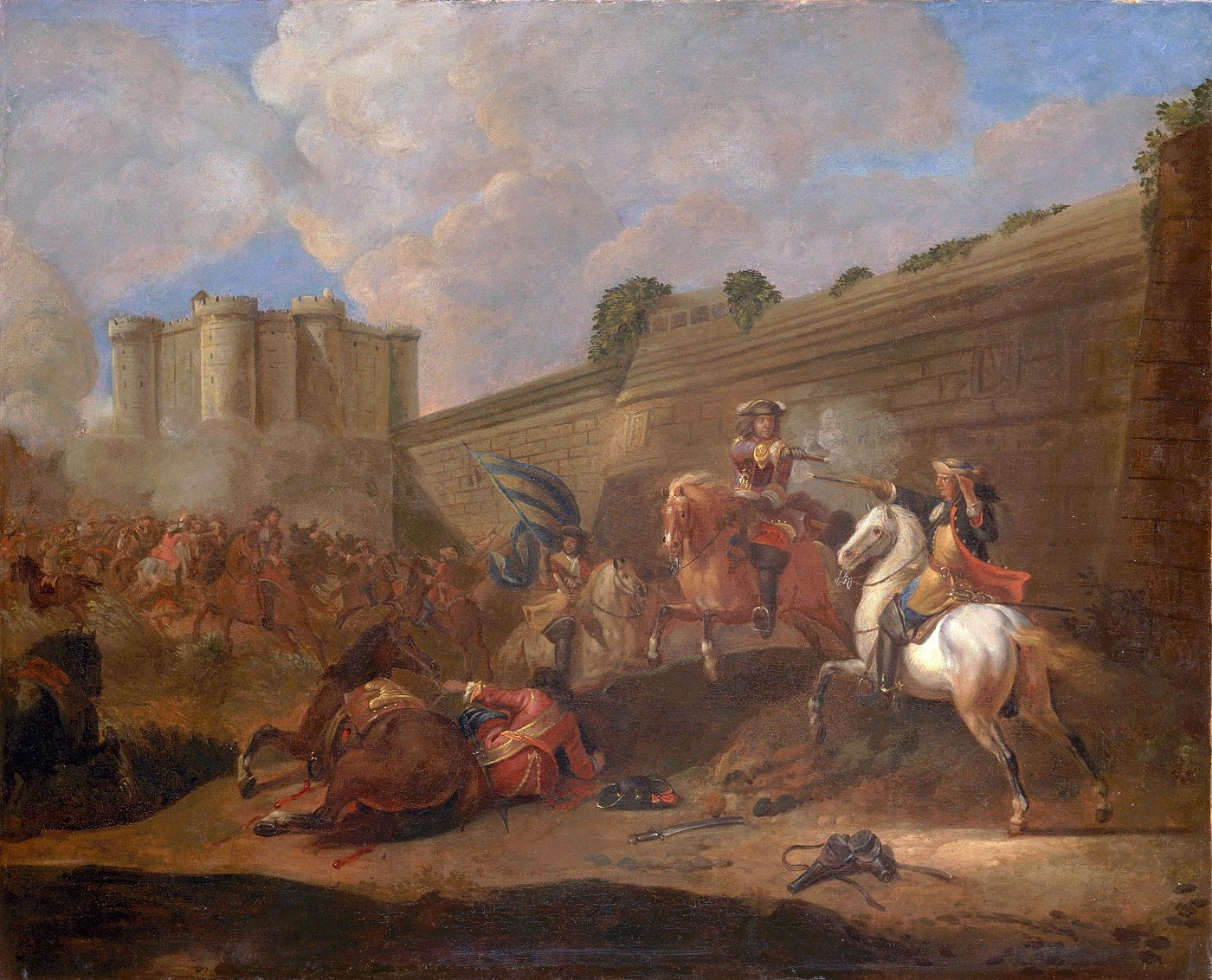
Bataille du faubourg Saint-Antoine, sous les murs de la Bastille.
Huile sur toile anonyme, château de Versailles, XVIIe siècle.

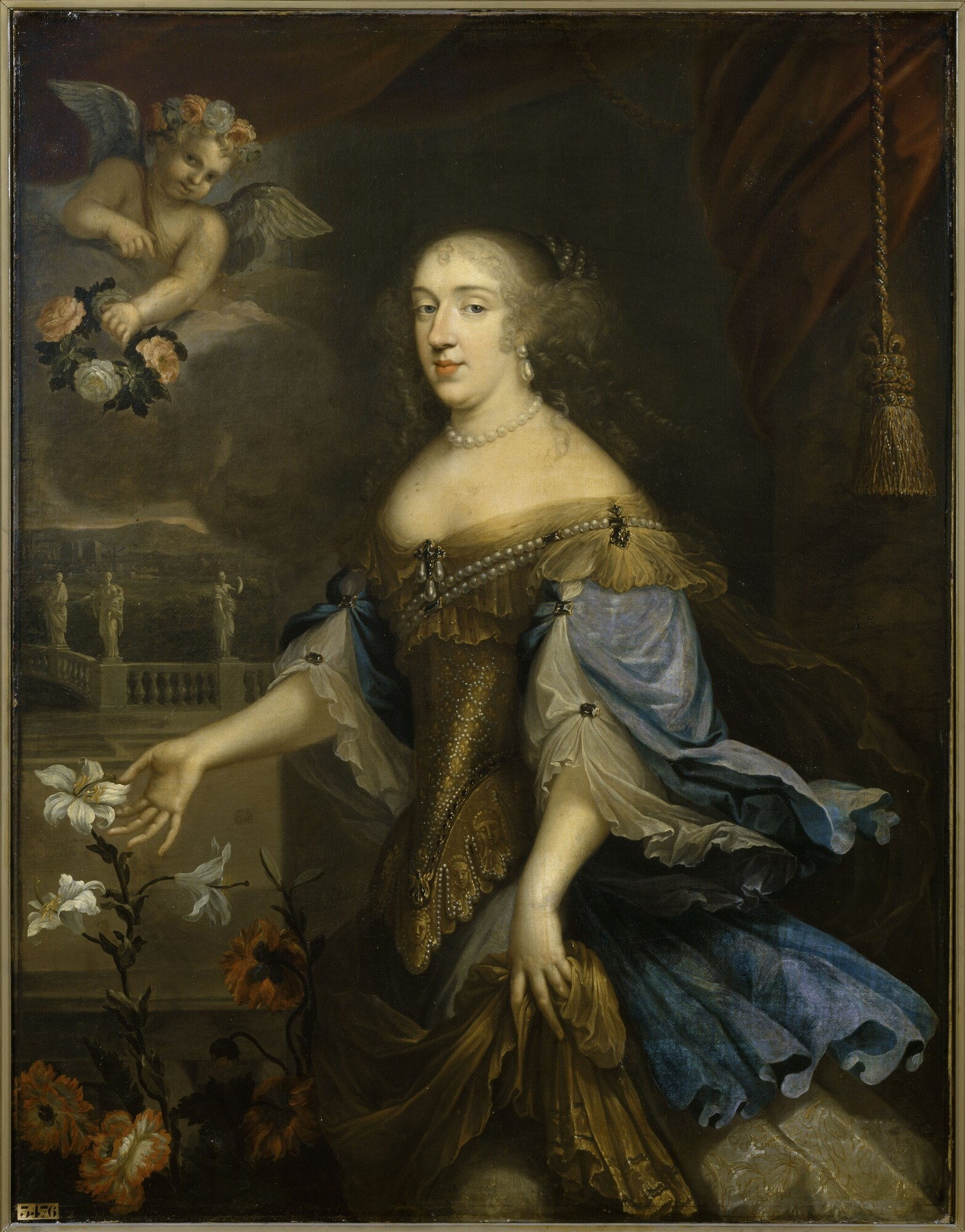
Anne-Marie-Louise d'Orléans, duchesse de Montpensier, dite La Grande Mademoiselle (1627-1693), par Gilbert de Sève.

Turenne harcèle l'armée de Condé en Beauce, combat autour d'Étampes en mai et occupe Villeneuve-Saint-Georges pour couper Condé des Lorrains de Charles IV venus secourir le prince (2 au 15 juin 1652).
Autour de Paris, les troupes royales et celles de Condé se livrent finalement à une guerre d'escarmouches. L'armée royale assiège Paris, Condé tente de libérer la ville. Le 2 juillet 1652, alors qu'un combat se déroule dans le faubourg Saint-Antoine et que l'armée condéenne est acculée, la Grande Mademoiselle fait donner le canon sur la cavalerie royale et sur les hauteurs de Charonne, d'où Louis XIV et Mazarin observaient l'action. Cet épisode du canon de la Bastille permet aux dernières troupes de Condé de trouver refuge dans la ville. Le prince y fait régner la terreur : l'hôtel de ville est brûlé et une trentaine d'édiles, devenus favorables au roi parce qu'ils souhaitent la fin du siège, sont massacrés par des soldats déguisés en ouvriers (le 4 juillet 1652 dite la Journée des pailles). Le Parlement déclare Gaston d'Orléans lieutenant général de l'État le 20 juillet 1652.
Pourtant, seul le menu peuple reste brousseliste et condéen. Les notables de la ville aspirent à un retour au calme. Le roi convoque le Parlement hors les murs, à Pontoise, où il siégera du 7 août 1652 au 20 octobre 1652 (il y a alors deux parlements, celui du roi et celui de Condé). Pour répondre au vœu des parlementaires de Pontoise, désireux d'enlever tout prétexte de révolte à ceux de Paris, Mazarin fait mine de s'exiler à nouveau le 19 août. Il se rend à Château-Thierry ; de là, il gagnera Bouillon.
Condé est de plus en plus isolé, ses partisans l'abandonnent progressivement. Gondi négocie directement avec Louis XIV. La formation d'un parti déterminé à ramener l'ordre à Paris permet une manifestation devant le Palais-Royal le 24 septembre 1652, entraînant la démission de la municipalité rebelle de Broussel. Condé quitte Paris le 13 octobre 1652, suivi des frondeurs les plus compromis : il se met au service de la Couronne d'Espagne.

### Le retour triomphal deLouisXIV

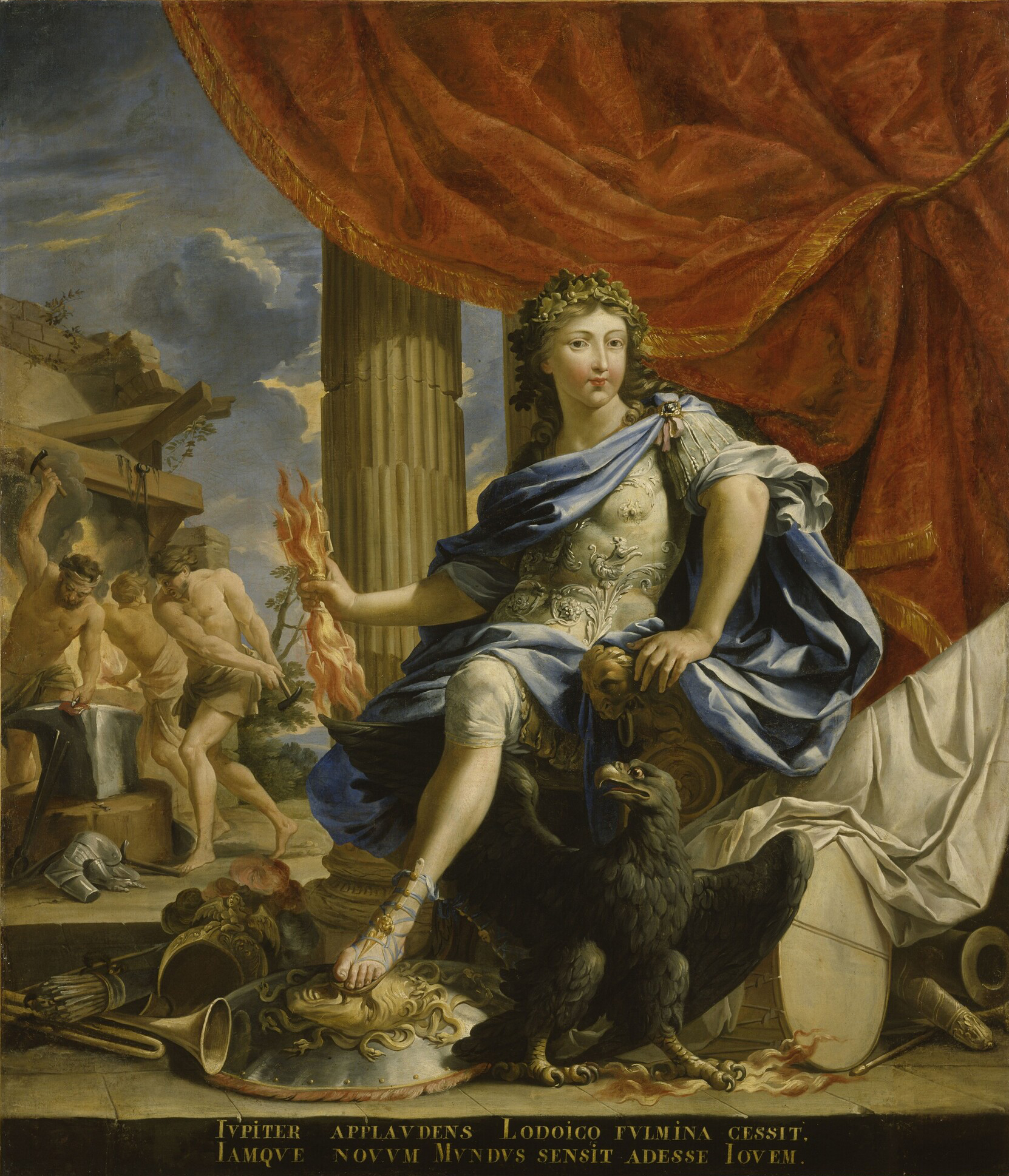
Louis XIV en Jupiter vainqueur de la Fronde, huile sur toile attribuée à Charles Poerson, château de Versailles, vers 1654.

Le 21 octobre 1652, Louis XIV entre triomphalement à Paris. Il s'installe au Louvre.
La déclaration royale du 12 novembre 1652 déchoit le prince de Condé de ses dignités et gouvernements et le 27 mars 1654, un arrêt du Parlement le condamne à mort. Après la Fronde, le prince continue de vivre en exil pendant sept ans (d’octobre 1652 à novembre 1659), participant à la guerre franco-espagnole, même s'il estime ne pas être hostile « à son roi » mais « au Mazarin ». Ce n'est qu'en 1659, alors que celle-ci tourne de plus en plus à l'avantage de la France, qu'il s'en remet à l'indulgence du roi. Une clause du traité des Pyrénées lui permet de recouvrer ses titres et ses biens. Le 27 janvier 1660, à Aix, il se jette aux pieds de Louis XIV avant de recevoir des lettres d'abolition en sa faveur et celle de ses compagnons. Quant à son frère, le prince de Conti, il a également continué la lutte après l'entente qui se dessinait en octobre 1652. Déclaré coupable de lèse-majesté, il baisse les armes en signant la paix à Pézenas, le 20 juillet 1653. Ce traité met définitivement un terme à la Fronde des princes. Conti se dépouille de ses bénéfices ecclésiastiques et accepte d'épouser la nièce de Mazarin, Anne-Marie Martinozzi en 1654. La Fronde bordelaise de l'Ormée prend fin en juillet 1653.
Gondi, qui avait été fait cardinal de Retz le 19 février 1652 par le pape Innocent X, est jeté en prison au château de Vincennes le 19 décembre 1652 suivant, puis à Nantes. Il s'évade en 1654 pour gagner Rome.
Gaston d'Orléans est invité à se retirer au château de Blois, où il finira sa vie.
La duchesse de Longueville ne connaît pas la disgrâce. Des lettres patentes d’avril 1653 confirment le rang de son mari, prince du sang et duc et pair. Veuve en 1663, elle se retire du monde et devient une figure importante de Port-Royal. Par contre, la Grande Mademoiselle reçoit un ordre d'exil (21 octobre 1652). Elle part pour le château de Saint-Fargeau avec ses amies frondeuses (madame de Fiesque, madame de Frontenac). Elle y demeure jusqu'en 1657 et entreprend d'écrire ses Mémoires, qui restent selon l'historien François Bluche « l'un des témoignages les plus riches sur la cour et sur la sensibilité féminine au XVIIe siècle ».
Concernant la Robe parisienne, un lit de justice triomphal, tenu au Louvre et non au Palais, interdit aux magistrats de « prendre aucune connaissance des affaires de l'État ».
Pour finir, Mazarin rentre à son tour le 3 février 1653 sous les applaudissements des Parisiens qui l'avaient tant décrié dans de scabreuses mazarinades.

### Principaux acteurs de la Fronde

#### Du côté de la régente
Personnalités ayant manifesté une fidélité constante
| - la régente Anne d'Autriche - le cardinal Jules Mazarin - le comte de Lorraine-Harcourt - le duc de Châtillon - le duc de la Meilleraye - le duc d'Épernon | - le marquis de La Vieuville - le marquis d'Hocquincourt - le marquis de Châteauneuf - le comte de Brienne - le comte de Chavigny | - le chancelier Séguier - Monsieur Le Tellier - Monsieur Servien - Monsieur Fouquet |

#### Frondeurs
La plupart des personnalités ont rallié à un moment ou un autre le parti de la Cour.
| Les parlementaires - Monsieur Talon - Monsieur Broussel - Monsieur Molé - Monsieur Lenet - Monsieur Potier de Novion - Monsieur Potier de Blancmesnil | Les princes du sang - « Monsieur », duc d'Orléans - le prince de Condé - prince de Conti | Les nobles - le cardinal de Retz - le duc de Mercœur - le duc de Beaufort - le duc de Longueville - le duc de Nemours - le duc de Rohan-Chabot - le duc de Bouillon - le vicomte de Turenne - le prince de Marcillac - le comte de La Mothe-Houdancourt - le comte de Tavannes | Les dames - la duchesse de Montpensier - la princesse de Condé - la duchesse de Longueville - la princesse palatine - la duchesse de Chevreuse - la demoiselle de Chevreuse - la duchesse de Châtillon - la duchesse de Montbazon Intervenants étrangers - Charles IV, duc de Lorraine et de Bar |

### Chronologie
Pour consulter une chronologie détaillée de la Fronde, voir :
- 1648 en France
- 1649 en France
- 1650 en France
- 1651 en France
- 1652 en France
- 1653 en France

### La Fronde dans les œuvres de fiction
- Roman historique d'Alexandre Dumas, Vingt ans après (1845).
- Opéra de Giacomo Meyerbeer sur un livret d'Auguste Maquet et Jules Lacroix, La Fronde (1853).
- Roman Historique de Sollange Bellegarde, La Fronde en 3 tomes (t. 1 : Henria de Champajour, t. 2 : Henria et ses amours, t. 3 : Henria et les princes).
- Film de Roger Planchon, Louis, enfant roi (1993).
- Roman historique d'Arlette Lebigre, Meurtres sous la Fronde (1995).
- Roman historique de Juliette Benzoni, Le Roi des Halles (1998), deuxième tome du cycle Secrets d'État.
- Roman historique de Robert Merle, Le Glaive et les Amours (2003), treizième volume de la série Fortune de France.
- Roman historique de Frédéric H. Fajardie, Les Foulards rouges (2005).
- Roman historique de Laurence Plazenet, La Blessure et la Soif (2009).
- Téléfilm en deux épisodes de Marc Rivière, La Reine et le Cardinal (2009).
- Roman historique de Céline Knidler, La fille du bourreau : Céleste (2023).